# 울산광역시의 기념물
울산광역시의 기념물은 기념물 중에서 울산광역시 내에 있는 문화재를 의미한다.

## 지정목록
| 번호 | 사진 | 명칭                                        | 소재지                                                | 관리자 (단체)     | 지정일                | 참조 |
| 1호  |      | 박제상유적 (朴堤上遺蹟)                     | 울산 울주군 두동면 만화리 산30-2, 범서면 척과리 산152 | 울주군            | 1997년 10월 9일 지정  |      |
| 2호  |      | 언양지석묘 (彦陽支石墓)                     | 울산 울주군 언양읍 서부리 234-6                       | 울주군            | 1997년 10월 9일 지정  |      |
| 3호  |      | 주전봉수대 (朱田烽燧臺)                     | 울산 동구 주전동 산192-2번지 일원                     | 동구              | 1997년 10월 9일 지정  |      |
| 4호  |      | 처용암 (處容岩)                             | 울산 남구 황성동 668-1                                | 남구              | 1997년 10월 9일 지정  |      |
| 5호  |      | 간월사지 (澗月寺址)                         | 울산 울주군 상북면 등억리 512-1                       | 울주군            | 1997년 10월 9일 지정  |      |
| 6호  |      | 개운포성지 (開雲浦城址)                     | 울산 남구 성암동 81번지 일원                          | .                 | 1997년 10월 9일 지정  |      |
| 7호  |      | 위열공김취려의묘 (威烈公金就礪의墓)         | 울산 울주군 언양읍 송대리 산15                        | 언양김씨종친회    | 1997년 10월 9일 지정  |      |
| 8호  |      | 은현리적석총 (銀峴里積石塚)                 | 울산 울주군 웅촌면 은현리 207-1외                     | 울주군            | 1997년 10월 9일 지정  |      |
| 9호  |      | 중산동고분군 (中山洞古墳群)                 | 울산 북구 중산동 616-1 일원                           | 북구              | 1997년 10월 9일 지정  |      |
| 10호 |      | 방기리알바위 (芳基里알바위)                 | 울산 울주군 삼남면 방기리 444-5                       | 울주군            | 1997년 10월 9일 지정  |      |
| 11호 |      | 다운동고분군 (茶雲洞古墳群)                 | 울산 중구 다운동 산147 일원                           | 중구              | 1997년 10월 9일 지정  |      |
| 12호 |      | 수운최제우유허지 (水雲崔濟愚遺墟址)         | 울산 중구 유곡동 639외                                | 중구              | 1997년 10월 9일 지정  |      |
| 13호 |      | 우가산 유포봉수대 (牛家山 柳浦烽燧臺)       | 울산 북구 당사동 산171번지 일원                       | 북구              | 1998년 10월 19일 지정 |      |
| 14호 |      | 화정 천내봉수대 (華亭 川內烽燧臺)           | 울산 동구 봉수로 29-2 (화정동)                        | 동구              | 1998년 10월 19일 지정 |      |
| 15호 |      | 서생 이길봉수대 (西生 爾吉烽燧臺)           | 울산 울주군 서생면 나사리 산36                        | 울주군            | 1998년 10월 19일 지정 |      |
| 16호 |      | 언양 부로산봉수대 (彦陽 夫老山烽燧臺)       | 울산 울주군 삼남면 교동리 산90번지                    | 울주군            | 1998년 10월 19일 지정 |      |
| 17호 |      | 유포석보 (柳浦石堡)                         | 울산 북구 정자동 625번지 일원                         | 북구              | 1998년 10월 19일 지정 |      |
| 18호 |      | 남목마성 (南牧馬城)                         | 울산 동구 동부동 산197-1번지 외 14필지                | 동구              | 1998년 10월 19일 지정 |      |
| 19호 |      | 언양천전리성 (彦陽川前里城)                 | 울산 울주군 상북면 명촌리 산72-1번지 외 2필지         | 울주군            | 1998년 10월 19일 지정 |      |
| 20호 |      | 대대리고분 (大垈里古墳)                     | 울산 울주군 웅촌면 대대리 573외 1필지                 | 울주군            | 1998년 10월 19일 지정 |      |
| 21호 |      | 은편리지석묘군 (銀片里支石墓群)             | 울산 울주군 두동면 은편리 923외 1필지                 | 울주군            | 1998년 10월 19일 지정 |      |
| 22호 |      | 향산리지석묘 (香山里支石墓)                 | 울산 울주군 상북면 향산리 286                         | 울주군            | 1998년 10월 19일 지정 |      |
| 23호 |      | 지내리지석묘 (池內里支石墓)                 | 울산 울주군 상북면 지내리 22                          | 울주군            | 1998년 10월 19일 지정 |      |
| 24호 |      | 율리영축사지 (栗里靈축寺址)                 | 울산 울주군 청량면 율리 822외 1필지                   | 울주군            | 1998년 10월 19일 지정 |      |
| 25호 |      | 성암동패총 (城岩洞貝塚)                     | 울산 남구 성암동 451-4                                | 남구              | 2000년 11월 9일 지정  |      |
| 26호 |      | 인보리지석묘군 (仁甫里支石墓群)             | 울산 울주군 두서면 인보리 산37                        | .                 | 2000년 11월 9일 지정  |      |
| 27호 |      | 반곡리지석묘군 (盤谷里支石墓群)             | 울산 울주군 언양읍 반곡리 633, 658                    | .                 | 2000년 11월 9일 지정  |      |
| 28호 |      | 복안리지석묘 (伏安里支石墓)                 | 울산 울주군 두서면 복안리 717                         | .                 | 2000년 11월 9일 지정  |      |
| 29호 |      | 만화리지석묘 (萬和里支石墓)                 | 울산 울주군 두동면 만화리 412                         | .                 | 2000년 11월 9일 지정  |      |
| 30호 |      | 상안동지석묘 (常安洞支石墓)                 | 울산 북구 상안동 223-1번지 일원                       | 북구              | 2000년 11월 9일 지정  |      |
| 31호 |      | 창평동지석묘군 (倉坪洞支石墓群)             | 울산 북구 창평동 167, 산45-2                          | 북구              | 2000년 11월 9일 지정  |      |
| 32호 |      | 검단리지석묘군 (檢丹里支石墓群)             | 울산 울주군 웅촌면 검단리 88일원                      | .                 | 2000년 11월 9일 지정  |      |
| 33호 |      | 대대리상대고분 (大垈里上垈古墳)             | 울산 울주군 웅촌면 대대리 산112일원                   | .                 | 2000년 11월 9일 지정  |      |
| 34호 |      | 문수산성지 (文殊山城址)                     | 울산 울주군 범서읍 천상리 산153번지 일원              | .                 | 2000년 11월 9일 지정  |      |
| 35호 |      | 서생포 만호진성 (西生浦 萬戶鎭城)           | 울산 울주군 서생면 화정리 산68번지 일원               | .                 | 2000년 11월 9일 지정  |      |
| 36호 |      | 하산봉수대 (下山烽燧臺)                     | 울산 울주군 온산읍 강양리 산66번지 일원               | 울주군            | 2000년 11월 9일 지정  |      |
| 37호 |      | 삼동하잠리요지군 (三同荷岑里窯址群)         | 울산 울주군 삼동면 하잠리 81일원                      | 울주군            | 2000년 11월 9일 지정  |      |
| 38호 |      | 곽암 (藿巖)                                 | 울산 북구 강동동 판지마을해수면하                     | 울산박씨대종회    | 2001년 12월 20일 지정 |      |
| 39호 |      | 외솔최현배선생생가터 (외솔崔鉉培先生生家터) | 울산 중구 동동 613                                    | 중구              | 2001년 12월 20일 지정 |      |
| 40호 |      | 달천철장 (達川鐵場)                         | 울산 북구 달천동 산20-1번지 일원                      | 북구              | 2003년 4월 24일 지정  |      |
| 41호 |      | 중산동취락유적 (中山洞聚落遺蹟)             | 울산 북구 중산동 656-1 일원                           | 북구              | 2003년 4월 24일 지정  |      |
| 42호 |      | 강동화암 주상절리 (江東花岩 柱狀節理)       | 울산 북구 산하동 952-1번지 일원                       | 북구              | 2003년 4월 24일 지정  |      |
| 43호 |      | 운흥사지 (雲興寺址)                         | 울산 울주군 옹촌면 고연리 산175 외                    | 울산광역시 울주군 | 2004년 12월 16일 지정 |      |
| 44호 |      | 대안동쇠부리터 (대안동쇠부리터)             | 울산 북구 대안동 산177번지                            | 울산광역시 북구   | 2006년 1월 26일 지정  |      |
| 45호 |      | 울산매곡동생활유적 (울산매곡동생활유적)     | 울산 북구 매곡동 351-10                               | 울산광역시 북구   | 2007년 11월 22일 지정 |      |
| 46호 |      | 울주교동리생활유적 (울주교동리생활유적)     | 울산 울주군 삼남면 교동리 192-37                      | .                 | 2007년 11월 22일 지정 |      |

## 참고 자료
- 울산광역시 고시/공고
- 울산광역시 공보